# Genfer Zentrum für Sicherheitspolitik
Das Genfer Zentrum für Sicherheitspolitik (engl.: Geneva Centre for Security Policy, GCSP) ist eine Stiftung mit Sitz in Genf, die 1995 mit dem Ziel die „Verbreitung und Etablierung von Frieden, Sicherheit und Stabilität zu fördern“, gegründet wurde.
Sie wurde vom Eidgenössischen Departement für Verteidigung, Bevölkerungsschutz und Sport und vom Eidgenössischen Departement für auswärtige Angelegenheiten als Beitrag der Schweiz zur Partnerschaft für den Frieden (PfP) gegründet.

## Aktivitäten
Das Zentrum ist in vier Bereichen tätig:
- Trainingsangebote in den Bereichen Frieden und Sicherheit mit Fokus auf das globalisierte Sicherheitsumfeld
- Forschung
- Konferenzen
- Dialog

Die Organisation bietet Weiterbildungsprogramme und -lehrgänge im Bereich der internationalen Friedens- und Sicherheitspolitik an. Avisiert werden in Aussen-, Verteidigungs- und anderen relevanten Ministerien sowie internationalen Organisationen tätige Diplomaten, Militärangehörige und Beamte, die bereits über fortgeschrittene Berufserfahrung verfügen. Die Teilnehmer kommen aus den Ländern des Euro-Atlantischen Partnerschaftsrats (Euro-Atlantic Partnership Council), des NATO-Mittelmeerdialogs (NATO Mediterranean Dialogue), der Istanbuler Kooperationsinitiative und aus weiteren Ländern, einschliesslich der Süd- und Ostasiatischen, sowie den Afrikanischen Staaten. Zusätzlich zu den drei Hauptkursen, die zwischen drei und neun Monate dauern und in Genf angeboten werden, bietet das GCSP auch massgeschneiderte Kurse in Genf, Brüssel, New York und anderen Städten an. Alumni bleiben dem GCSP oftmals verbunden und engagieren sich weiter in Aktivitäten des Zentrums.
Die Mitarbeiter, die unter Akademikern und Praktikern rekrutiert werden, repräsentieren ein weites Feld an Herkunft, Kenntnis und Interesse. Damit verfügt die Organisation über umfassendes Know-how im Bereich der Sicherheitspolitik. Die Mitarbeiter veröffentlichen regelmässig in Publikationen des Zentrums, international anerkannten Fachorganen und anderen Zeitschriften. Zusätzlich beteiligen sie sich regelmässig an politischen und akademischen Debatten, die sicherheitspolitisch relevante Fragen erörtern. Darüber hinaus veranstaltet das GCSP Konferenzen, Workshops und Debatten mit dem Ziel, den Dialog über Frieden und Sicherheit zu fördern. Einige dieser Diskussionen sollen den diskreten Dialog in post-Konflikt Situationen fördern.
Folgende Themen werden vom GCSP mit besonderer Aufmerksamkeit behandelt:
- Herausforderungen für Frieden und Sicherheit, inklusive der Verbreitung von Massenvernichtungswaffen, Terrorismus, Gefährdung der menschlichen Sicherheit und Migration;
- Globale sowie regionale Angelegenheiten und Institutionen, inklusive der Trans-Atlantischen Beziehungen, dem Mittelmeerraum, der Russischen Föderation, der GUS, Südosteuropa, Süd- und Ostasien, der UNO, EU, NATO, OSZE, der Afrikanischen Union und der ASEAN;
- Konfliktbewältigung und Friedenskonsolidierung, inklusive Konfliktanalyse, Friedensmissionen, Friedensförderung, Transformations- und Demokratisierungsprozesse, Vorkommen und Auswirkungen von sexueller Gewalt und Menschenhandel während Konflikten; und
- Geopolitische Auswirkungen der Globalisierung, inklusive politischer, ökonomischer und sozialer Prozesse, sowie der Beantwortung von sicherheits- und umweltpolitischen Fragen.

## Governance und Finanzierung
Die Organisation wird vom Stiftungsrat geleitet, der sich aus Vertretern der 40 Mitgliedsstaaten und des Kantons Genf zusammensetzt. Vorsitzender des Stiftungsrats ist seit 1998 François Heisbourg. Das Management des GCSP wird in wichtigen politischen Fragen von einem internationalen Beirat unterstützt, der sich aus renommierten Persönlichkeiten mit Erfahrungen in Sicherheitspolitik, internationalen Organisationen, Regierung, Zivilgesellschaft und Wissenschaft zusammensetzt.
Direktor des Zentrums ist seit 2021 der Schweizer Diplomat Thomas Greminger.
Die Regierung der Schweiz leistet den grössten Beitrag an das Budget des GCSP. Andere Mitglieder des Stiftungsrats, Partnerstaaten und Institutionen unterstützen das GCSP mit Fachpersonal, der Finanzierung von Stipendien sowie Beiträgen an andere Tätigkeiten des Zentrums.

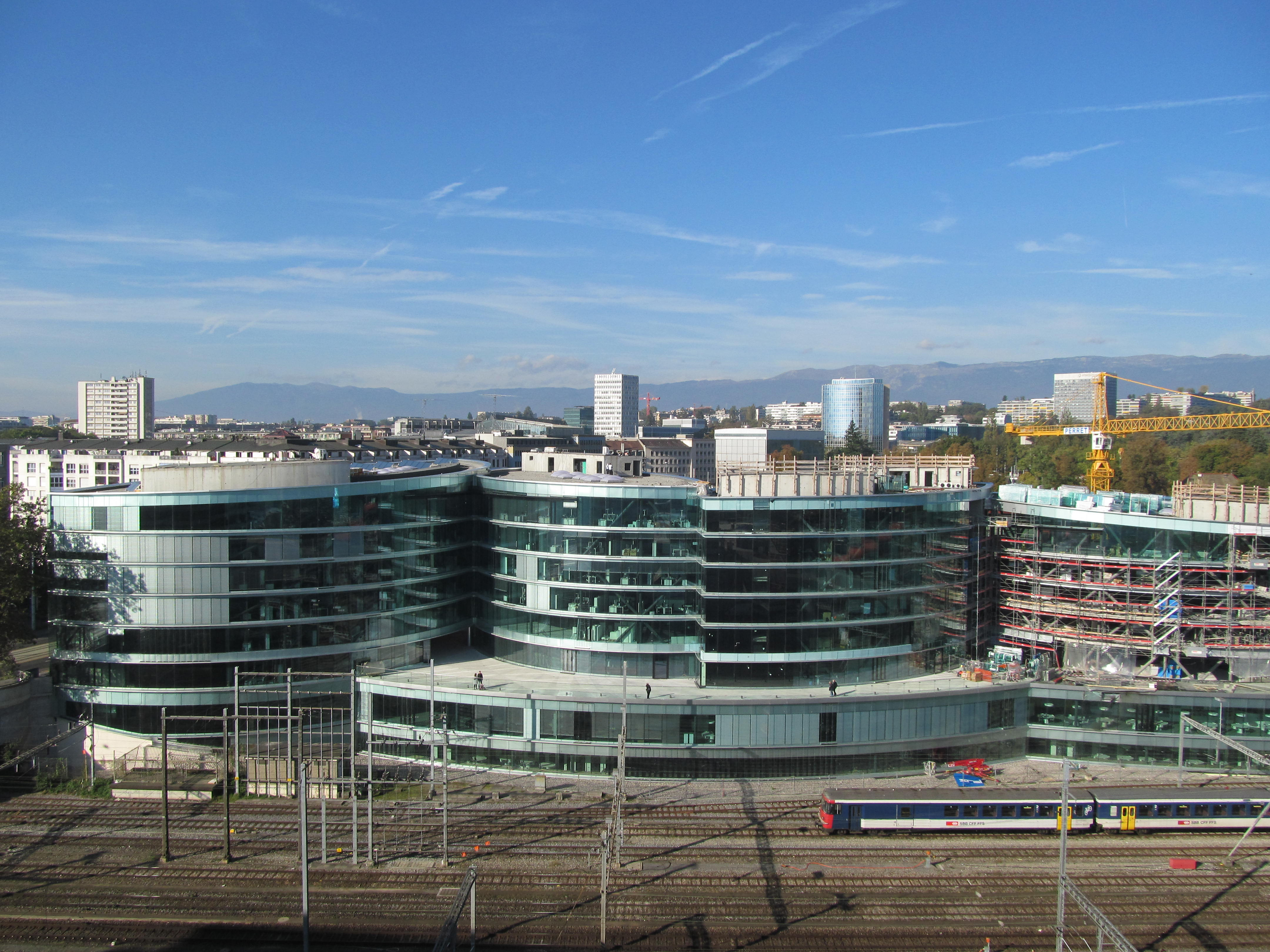
Das Maison de la paix im Bau, 2013

## Maison de la Paix
Das GCSP bildet zusammen mit dem Geneva Centre for the Democratic Control of Armed Forces und dem Genfer Internationalen Zentrum für humanitäre Minenräumung die drei Genfer Zentren. Diese stellen einen fundamentalen Teil der Schweizer Sicherheitspolitik dar. Die drei Genfer Zentren sind seit 2014 gemeinsam im Maison de la paix (Haus des Friedens) ansässig, das vom Eidgenössische Departement für Verteidigung, Bevölkerungsschutz und Sport (VBS) in Auftrag gegeben wurde.